# Substratum
Pour les articles homonymes, voir Substrat.

Croquis structural d'alluvions fluviatiles récentes

Le substratum (composé du latin sub « sous » et de sternere « répandre »), aussi dénommé dans certains cas le soubassement, plus rarement et moins correctement le substrat, est la formation géologique sur laquelle reposent les terrains ou les artéfacts servant de référence,. Le passage au substratum, stratigraphiquement plus ancien que ce qu'il supporte, est généralement souligné par une discontinuité comme une discordance. 
Par exemple le substratum des terrains sédimentaires d'une région sera le socle sous-jacent ; le substratum des terrains récents faisant l'objet d'une étude pourra être formé par les strates paléozoïques ou mésozoïques plissées. Le substratum des formations alluvionnaires récentes, est constitué par les roches plus anciennes et plus ou moins structurées sous-jacentes. De même ces formations alluvionnaires pourront être le substrat du sol constitué notamment des terres arables visibles en surface. En archéologie on parle de substrat aussi bien pour les strates sous-jacentes des niveaux contenant les artéfacts étudiés, que pour parler de ces niveaux eux-mêmes quand on considère qu'ils sont le support des artéfacts.

## Hydrologie
En hydrologie, les caractéristiques du substratum influe directement sur les écoulements des eaux souterraines et de surface. La caractéristique principale du substratum à déterminer est sa perméabilité. Le substratum désigne en hydrogéologie la base de l’aquifère.